# Stelle (Germania)
Stelle è un comune di 11.038 abitanti della Bassa Sassonia, in Germania.
Appartiene al circondario (Landkreis) di Harburg (targa WL).